# Hash Pipe
Hash Pipe è il primo singolo estratto dal terzo album dei Weezer, l'omonimo meglio conosciuto come The Green Album. La canzone è stata ispirata da un prostituto travestito noto per il fatto di inseguire la gente a Santa Monica..
L'io narrante della canzone lamenta il fatto di non riuscire a fare il suo lavoro (a cui il testo fa riferimento in modo piuttosto crudo: "You've got your problems / I've got my eyes wide") senza l'utilizzo di droghe, che lo aiutano a sopportarlo.

## Video
Il video è stato diretto da Marcos Siega e riprende gli Weezer suonare in una stanza di combattimento dei lottatori di Sumo. Fu uno dei tanti video che riportarono gli Weezer al grande successo.
Secondo il libretto che accompagna il DVD Weezer - Video Capture Device: Treasures from the Vault 1991-2002, a Siega fu chiesto di evitare riferimenti diretti alle parole della canzone per il video, a causa dei suoi temi controversi: la prostituzione maschile e l'abuso di droga.

## Classifiche
Hash Pipe raggiunse la posizione #2 nella classifica Billboard Modern Rock Tracks e quella #24 sulla Billboard Mainstream Rock Tracks. Fu nominato, nel 2001, come Miglior Video Rock agli MTV Video Music Awards.

## Censura
Hash Pipe fu bandito nel Regno Unito dai gestori di Radio One, per via della canzone che si riferiva alla droga. Il titolo venne cambiato in Half Pipe.
Inizialmente, a causa di contenuti piuttosto forti nella canzone, la Geffen Records rifiutò di scegliere Hash Pipe come primo singolo, puntando invece sulla opener dell'album, Don't Let Go.

## Formazione
- Rivers Cuomo - voce e chitarra
- Brian Bell - chitarra
- Mikey Welsh - basso
- Patrick Wilson - batteria